# Station Toga-Mikita
Station Toga-Mikita (栂・美木多駅, Toga-Mikita-eki) is een treinstation in de wijk Minami-ku in de Japanse stad Sakai. Het wordt aangedaan door de Semboku-lijn. Het station heeft twee sporen, gelegen aan een enkel eilandperron.

## Treindienst

### Semboku-lijn(stationsnummer SB04)
| 1 | ■ Semboku-lijn | richting Izumi-Chūō                      |
| 2 | ■ Semboku-lijn | richting Nakamozu, Sakaihigashi en Namba |

## Geschiedenis
Het station werd in 1973 geopend.

## Overig openbaar vervoer
Bussen van Nankai.

## Stationsomgeving
- Stadsdeelkantoor van Minami-ku
- Kinki Universitair Ziekenehuis
- Dai-Ei (warenhuis)
- Cross Mall (winkelcentrum):
  - Izumiya (supermarkt)
- Keiyo (bouwmarkt)
- Garden City (winkelcentrum)
- Life
- Mandai (supermarkt)
- Gyomu Super (supermarkt)
- Round One (sportcentrum)
- Lawson
- Nishihara-park
- Harayama-park
- Oike-park
- Niwashiro-park

Nakamozu · Fukai · Izumigaoka · Toga-Mikita · Kōmyōike · Izumi-Chūō